# Sophta loxomita
Sophta loxomita är en fjärilsart som beskrevs av Turner 1908. Sophta loxomita ingår i släktet Sophta och familjen nattflyn. Inga underarter finns listade i Catalogue of Life.